# Grote Verdrukking
De grote verdrukking (Koinè-Grieks: μεγάλη θλίψις, megale thlipsis, "grote druk") is een eschatologische uitdrukking uit het Nieuwe Testament in verband met de eindtijd, die kan worden gevonden in Matteüs 24:21 en Openbaring 7:14. In minder sterke vorm komt de uitdrukking ook voor in Marcus 13:24. 

## Matteüs
Volgens Matteüs 24:21-22 sprak Jezus over “een tijd van enorme verschrikkingen [in de NBG 1951: grote verdrukking] zoals er sinds het ontstaan van de wereld tot nu nooit geweest zijn en er ook niet meer zullen komen. En als die niet verkort zou worden dan zou geen enkel mens worden gered; maar omwille van de uitverkorenen zal die tijd worden verkort".
Hierna sprak Jezus van grote rampen en oorlogen beschreven, die volgens vele interpretaties tijdens de grote verdrukking zouden plaatsvinden:

Meteen na de verschrikkingen van die dagen zal de zon verduisterd worden en de maan geen licht meer geven, de sterren zullen uit de hemel vallen en de hemelse machten zullen wankelen. Dan zal aan de hemel het teken zichtbaar worden dat de komst van de Mensenzoon aankondigt, en alle stammen op aarde zullen zich van ontzetting op de borst slaan als ze de Mensenzoon zien komen op de wolken van de hemel, bekleed met macht en grote luister. Dan zal hij zijn engelen uitzenden, en onder luid bazuingeschal zullen zij zijn uitverkorenen uit de vier windstreken bijeenbrengen, van het ene uiteinde van de hemelkoepel tot het andere."
— Matteüs 24:29-31

## Openbaring
Openbaring 7:14 speelt zich af ná de grote verdrukking (Koinè: τῆς θλίψεως τῆς μεγάλης, tes thlipseoos tes megales, "de verschrikkingen, de grote"). Voor Gods troon in de hemel staat een onafzienbare menigte, waarvan wordt gezegd dat zij de grote verdrukking hebben overleefd en dienst doen in Gods tempel.

## Interpretaties
In het grootste deel van de kerkgeschiedenis werd deze profetie uitgelegd als vervuld door de Romeinse belegering van Jeruzalem en de verwoesting van de Joodse tempel in 70 na Christus. Preterisme is de zienswijze volgens welke de vervulling van profetieën in het verleden lag. 
In andere interpretaties, met name het dispensationalisme, kent de profetie een dubbele vervulling, waarvan de tweede nog in de toekomst ligt. Sommige christenen zien de "grote verdrukking" daarom als de allerlaatste periode voor de wederkomst van Jezus op aarde. Dikwijls ziet men een verband tussen de grote verdrukking en de Antichrist, die volgens één verklaring deze grote verdrukking veroorzaakt door de christenen hevig te vervolgen. Ook zou de mensheid ten slotte door vele oorlogen en natuurlijke en bovennatuurlijke rampen op de rand van totale vernietiging staan.

## Taalgebruik
De uitdrukking "grote verdrukking" wordt vooral gebruikt door protestantse theologen en exegeten, die zich baseren op de Griekse bijbelversies, waarin vormen worden gebruikt van het Koinè-Griekse θλίψις, thlipsis, "druk". In de Latijnse Vulgaat, officieel de enige gezaghebbende vertaling binnen de Rooms Katholieke Kerk, worden in bovengenoemde Bijbelteksten vormen gebruikt van tribulatio, "beproeving", "ellende", "nood", "tegenspoed". In katholieke kringen wordt daarom eerder gesproken van "de grote beproeving" of "ellende".